# 事例
| ウィキペディアには「事例」という見出しの百科事典記事はありません（タイトルに「事例」を含むページの一覧/「事例」で始まるページの一覧）。 代わりにウィクショナリーのページ「事例」が役に立つかもしれません。 |